# سياسة السعودية
سياسة المملكة العربية السعودية تقوم على أساس النظام الملكي، ملك المملكة العربية السعودية هو رئيس الدولة ورئيس الحكومة والقائد الأعلى لكافة القوات العسكرية، ولكن القرارات هي، إلى حد كبير، تقوم على أساس الشورى، إضافة إلى بعض القرارات يؤخذ فيها برأي المؤسسة الدينية ممثَلةً في هيئة كبار العلماء. يستند دستور البلاد إلى القرآن الكريم والسنة النبوية.
يضم مجلس الوزراء البلاد 22 وزارة منها أربعة وزارات يتولاها أمراء، وتسيطر عائلة آل سعود المالكة على الحكومة بشكل واسع. أعضاء الأسرة هي الجهة الفاعلة في السياسية، كما أن المشاركة في السياسة من خارج العائلة المالكة محدودة، ولكن كان هناك ضغط في الوقت من أجل توسيع نطاق المشاركة في السنوات الأخيرة[بحاجة لمصدر].

## الدستور

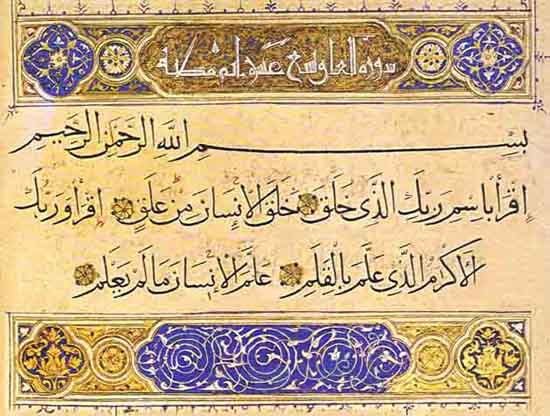
آيات من القرآن الكريم، والدستور الرسمي للمملكة العربية السعودية.

نظام المملكة العربية السعودية هو ملكي مطلق، ومبني على اعتماد النظام الأساسي بموجب مرسوم ملكي في عام 1992. يعتبر القرآن والسنة بمثابة دستور البلاد. لا يوجد دستور مكتوب ملزم قانونا والقرآن والسنة يخضعان للتفسير وفق المذهب الحنبلي. ويتم ذلك من قبل هيئة كبار العلماء المؤسسة الدينية السعودية.

## الحكومة الوطنية
يقود حكومة المملكة العربية السعودية الملك سلمان بن عبد العزيز آل سعود، الذي تولّى الحكم في عام 2015. وفقا لوثيقة الإيكونوميست الديموقراطي 2010 فقد كانت الحكومة السعودية النظام السابع الأكثر استبدادا من بين 167 دولة. وصفت الوثيقة أنظمة 55 دولة منها بالمستبدة، ومنها 18 دولة عربية. وتؤكد السعودية أن أنظمتها تكفل حرية الرأي والتعبير وتكوين الجمعيات بما فيها نظام المطبوعات والنشر، ونظام الجمعيات والمؤسسات الأهلية، وأن الممارسات السلمية المشروعة ليست مجرمة.

### الملك
يحدد القانون الأساسي على أن الملك يجب أن يتم اختياره من بين أبناء الملك الأول، عبد العزيز آل سعود، ونسلهم من الذكور وفي عام 2006 أنشئت "هيئة البيعة"، التي تضم أبناء الملك عبد العزيز بالإضافة إلى أحد أبناء كل متوفى، لتحديد أي عضو في العائلة المالكة سيكون ولي العهد.

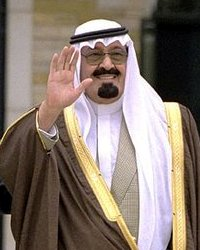
الملك عبد الله ملك المملكة العربية السعودية السابق

### العائلة المالكة
العائلة المالكة تسيطر على النظام السياسي. وبالرغم من عدد أفراد العائلة الكبير المقدر بأكثر من 7000 والذي يتيح لها السيطرة على معظم الوظائف الهامة في المملكة وأن يكون هناك مشاركة وحضور في جميع مستويات الحكومة. إلا أن ممارسة السلطة والنفوذ تتم من قبل 200 فرد تقريباً من الذكور من ذرية الملك عبد العزيز. وبعض الوزارات السيادية كالدفاع والداخلية يتولاها أحد أفراد العائلة المالكة، وكذلك حكام المناطق (الإمارات) الثلاثة عشرة. كما أن بعض التعيينات قد تمتد لمدى طويل في السياسة والحكومة بحسب الأصلح، مثلما حصل مع الملك عبد الله، الذي كان قائد الحرس الوطني من عام 1963 حتى عام 2010، لتعيين بعد ذلك ابنه ليحل محله)، وولي العهد الأمير سلطان، الذي كان وزير الدفاع والطيران 1962-2011، وكان الأمير نايف بن عبد العزيز وزير الداخلية من عام 1975 حتى وفاته في عام 2012، وكان الأمير سعود الفيصل وزير الشؤون الخارجية منذ عام 1975 والأمير سلمان، وكان أمير منطقة الرياض 1962-2011، مما أدى إلى خلق «إقطاعيات السلطة» لكبار الأمراء. ومنذ تولي الملك سلمان الحكم استبدل عددًا من أمراء المناطق وأجرى تعديلات وزارية عديدة.

### العلماء
حاز علماء الدين على الدور المحوري للدين في المجتمع السعودي. وقد قيل أن الإسلام هو أكثر من دين، بل هو وسيلة للحياة في المملكة العربية السعودية. المملكة العربية السعودية هي فريدة من نوعها تقريبا في إعطاء العلماء مكان مباشر في الحكومة،  على سبيل المثال الآخر الوحيد هو إيران. ساهم العلماء أيضا في بعض القرارات المؤثرة، على سبيل المثال فرض الحظر النفطي في عام 1973 ودعوة من القوات الأجنبية إلى المملكة العربية السعودية في عام 1990. ولهم دور رئيسي في النظامين القضائي والتعليم. أجرت السعودية تعديلات على مناهجها التعليمية لتنقيتها من الفكر المتطرف وسيطرة جماعة الإخوان المسلمين، كما أعادت تنظيم هيئة الأمر بالمعروف والنهي عن المنكر ليشمل دورها إبلاغ الشرطة بما يظهر لها من مخالفات.
قبل 1970، ونتيجة للثروة النفطية والتحديث في البلاد التي بدأها الملك فيصل، كان هناك تغييرات مهمة في المجتمع السعودي جارية وكانت قوة العلماء تتجه إلى الانخفاض. ومع ذلك، هناك تغير بعد أحداث محاولة الاستيلاء على المسجد الحرام في مكة المكرمة في عام 1979 من قبل متطرفين إسلاميين  تضمنت استجابة الحكومة للأزمة تعزيز القوى العلماء وزيادة دعمها المالي: على وجه الخصوص، قدمت لهم مزيدا من السيطرة على نظام التعليم.
 ومنذ اعتلائه العرش في عام 2005، اتخذ الملك عبد الله خطوات لكبح جماح قوى العلماء، على سبيل المثال نقل سيطرتهم على تعليم الفتيات إلى وزارة التربية والتعليم (وزارة التعليم حاليا).
تاريخيا قاد العلماء من آل الشيخ،  وهي عائلة دينية بارزة في البلاد. آل الشيخ هم أحفاد محمد بن عبد الوهاب، مؤسس النموذج السلفي للالإسلام السني في القران 18 والذي هو المهيمن اليوم في المملكة العربية السعودية. الأسرة هي الثانية فقط بالتاثير والقوة بعد آل سعود (العائلة المالكة)  والذين شكلوا «ميثاقا الدعم المتبادل»  منذ ما يقرب من 300 سنة. وتنص الاتفاقية، والتي استمرت حتى يومنا هذا،  ويستند على آل سعود الحفاظ على سلطة آل الشيخ في المسائل الدينية ودعم ونشر المذهب الحنبلي. في المقابل، فإن آل الشيخ عليهم دعم السلطة السياسية آل سعود  ومن ثم استخدام سلطتها الدينية الأخلاقية لإضفاء الشرعية على حكم العائلة المالكة. وعلى الرغم من تقلص هيمنة آل الشيخ من العلماء في العقود الأخيرة، فإنهما لا يزالون يتولون المواقع الدينية الأكثر أهمية وترتبط ارتباطا وثيقا آل سعود بدرجة عالية من التزاوج.

### الفساد

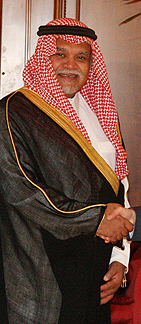
بندر بن سلطان بن عبدالعزيز

وفقا لمنظمة الشفافية الدولية التي تنشر مؤشر مدركات الفساد السنوي فإن السعودية انخفض الفساد فيها بين عامي 2016 و 2018 ليصبح تقييم شفافيتها 49/100 بعد أن كان 46/100.
اتهمت الحكومة السعودية والعائلة المالكة في كثير من الأحيان، وعلى مدى سنوات عديدة بالفساد. وفي بلد أن يقال «الانتماء» إلى العائلة المالكة ويدعى بعد ذلك،  الخطوط الفاصلة بين الدولة وعدم وضوح الأصول والثروات الشخصية من كبار الأمراء. وقد وصف الفساد بأنه النظامية والمتوطنة،  وأقر وجودها  ودافع صاحب السمو الملكي الأمير بندر بن سلطان (عضو بارز في العائلة المالكة) في مقابلة في عام 2001.
على الرغم من مزاعم الفساد، غالبا ما كان يقتصر على الاتهامات الواسعة غير الموثقة، أدليت إدعاءات محددة  في عام 2007، عندما زُعم أن شركة الدفاع البريطانية بي إيه إي سيستمز دفعت للأمير بندر 2 مليار دولار أمريكي في رشاوى تتعلق بصفقة أسلحة اليمامة  ونفى الأمير بندر هذه الادعاءات. التحقيقات من قبل كل من سلطات المملكة المتحدة والولايات المتحدة أسفرت في عام 2010، عن اتفاقات الصفقة مع الشركة، التي كانت قد دفعت 447 مليون دولار من الغرامات ولكن لم تعترف بالرشوة. أعطى منظمة الشفافية الدولية في تقريرها السنوي حول الفساد لعام 2012 المملكة العربية السعودية على درجة من 4.4 (على مقياس من 0 إلى 10 حيث 0 هو «فاسد للغاية» و 10 «نظيف للغاية»). في 4 نوفمبر 2017، ذكرت عدد من وسائل الإعلام الخارجية، أنَّ لجنة مكافحة الفساد السعودية قامت بحملة اعتقالات بتهم الفساد أوقفت فيها 18 أميراً والعشرات من رجال الأعمال والوزراء السابقين على خلفية تهم متعلقة بالفساد. في حين عبرت منظمات حقوقية عن مخاوفها أن تكون الحملة مجرد غطاء للتخلص من الخصوم تمهيداً لتسليم ولي العهد محمد بن سلمان مقاليد البلاد. وفي 30 يناير 2019، انتهت أعمال اللجنة بعد استكمال دراسة ملفات المتهمين، نتج عنها إخلاء سبيل من لم تثبت عليه تهمة الفساد، والتسوية مع 87 شخصًا بعد الإقرار بما نسب إليهم، وإحالة متهمين إلى النيابة العامة. في 30 أغسطس 2019 عاد ملف مكافحة الفساد للواجهة مستهدفا هذه المرة صغار ومتوسطي الموظفين، بعد إغلاق ملف كبار الفاسدين، وقال مازن الكهموس الذي عينه الملك سلمان بن عبد العزيز رئيسا لهيئة مكافحة الفساد في 30 أغسطس 2019 إن ولي العهد الأمير محمد بن سلمان وجهه بلهجة شديدة بأن المرحلة المقبلة هي استئصال الفاسدين من الموظفين الصغار بعد أن تخلصت البلاد من الرؤوس الكبيرة الفاسدة، أعقب ذلك بيومين، أي في مطلع سبتمبر، تشكيل لجنة إشرافية بتوجيه من الملك سلمان لاتخاذ الوسائل والآليات اللازمة للقضاء على الفساد المالي والإداري. وفي ديسمبر 2019 صدرت أوامر ملكية بالموافقة على الترتيبات التنظيمية والهيكلية المتصلة بمكافحة الفساد المالي والإداري والتي تضمنت ضم هيئة الرقابة والتحقيق والمباحث الإدارية إلى الهيئة الوطنية لمكافحة الفساد التي عدل مسماها إلى هيئة الرقابة ومكافحة الفساد، وإنشاء وحدة تحقيق وادعاء جنائي في الهيئة تختص بالتحقيق في القضايا الجنائية المتعلقة بالفساد المالي والإداري، والادعاء فيها، كما تضمنت فصل أي موظف تتم إدانته بجريمة جنائية تتصل بالفساد المالي والإداري، وأنه إذا طرأت زيادة على ثروة الموظف العام لا تتناسب مع دخله أو موارده بناء على قرائن مبنية على تحريات مالية بارتكابه جرائم فساد مالي أو إداري فيكون عليه عبء الإثبات للتحقق من مشروعية اكتسابه لتلك الأموال، كما يجوز لرئيس الهيئة اقتراح فصل الموظف العام بأمر ملكي في حال وجود شبهات قوية تمس كرامة الوظيفة أو النزاهة.

### الإصلاح
منذ هجمات 11/9 عام 2001، حدثت ضغوط متزايدة للإصلاح وتحديث القاعدة في الأسرة الحاكمة، واحتلت هذه الأمور حيزا مهما على جدول أعمال الملك عبد الله قبل وبعد توليه الحكم في عام 2005. لم يرض إنشاء مجلس الشورى في عام 1990 المطالبين بزيادة المشاركة السياسية، وفي عام 2003، تم الإعلان عن منتدى الحوار الوطني السنوية التي من شأنها أن تسمح للمهنيين ونخبة من المثقفين لمناقشة القضايا الوطنية الراهنة علنا، ضمن معايير معينة محددة. في عام 2005 أجريت أول انتخابات بلدية. في عام 2007، أنشئت هيئة البيعة لتنظيم الخلافة. وفي عام 2009، أحدث الملك تغييرات كبيرة لموظفي الحكومة من خلال تعيين مصلحين في مناصب رئيسية وتعيين أول امرأة في منصب وزاري. ومع ذلك، فإن التغييرات تعرضت لانتقادات بسبب البطء الشديد واتهمت بأنها تجميلية. ويقال أن العائلة المالكة منقسمة بخصوص سرعة واتجاه الإصلاح. في عام 2011، أعلن الملك عبد الله أن المرأة سوف يكون بإمكانها الترشح لانتخابات مجلس الشورى.
أجرى الملك سلمان عددًا من الإصلاحات ومن ذلك حصر التركيز الحكومي في مجلسين أحدهما للشؤون السياسية والأمنية والآخر مجلس الشؤون الاقتصادية والتنمية، وتمكين الشباب من تولي الأدوار الأدوار القيادية، والسماح للمرأة بقيادة السيارة، وتوسيع مشاركتها الوطنية وتوليها منصاب رفيعة ومن ذلك تعيين الأميرة ريما بنت بندر بن سلطان سفيرة لدى الولايات المتحدة الأمريكية. وفي أغسطس 2019، أعلنت السعودية موافقتها على تعديل نظام وثائق السفر والأحوال المدنية، والذي أتاح للمرأة استخراج جواز سفرها دون الحاجة إلى موافقة ولي أمرها، إضافةً إلى منح حقوق السفر للذكر والأنثى حال تجاوزهم الـ21 عامًا.
ومن قرارات الملك سلمان الإصلاحية أيضًا:
- استحداث دوائر متخصصة لقضايا الفساد في النيابة العامة تقوم بالتحقيق والادعاء في قضايا الفساد وترتبط بالنائب العام مباشرة.
- أطلق برنامج جودة الحياة 2020 الذي يعد أحد برامج تحقيق رؤية المملكة 2030.
- الموافقة على نظام مكافحة جرائم الإرهاب وتمويله.
- الموافقة على نظام مكافحة غسل الأموال.
- إطلاق مشروع سياحي عالمي في المملكة تحت مسمى مشروع «البحر الأحمر».
- إطلاق مشروع نيوم.
- إنشاء الهيئة العامة للترفيه، وتختص بكل ما يتعلق بنشاط الترفيه.
- تخفيض راتب الوزير ومن في مرتبته بنسبة 20%.
- تخفيض مكافأة عضو مجلس الشورى بنسبة 15%.
- تخفيض الإعانة السنوية التي تصرف لكل عضو من أعضاء مجلس الشورى لأغراض السكن والتأثيث بنسبة 15%.
- إيقاف تأمين السيارات لكبار مسؤولي الدولة إلى نهاية السنة المالية (1438 / 1439).
- يتحمل الوزير ومن في مرتبته -أو ما يعادلها- المستحقات المترتبة على تأمين الهواتف الثابتة والمتنقلة المخصصة له من الدولة.

### المعارضة للعائلة المالكة (آل سعود)

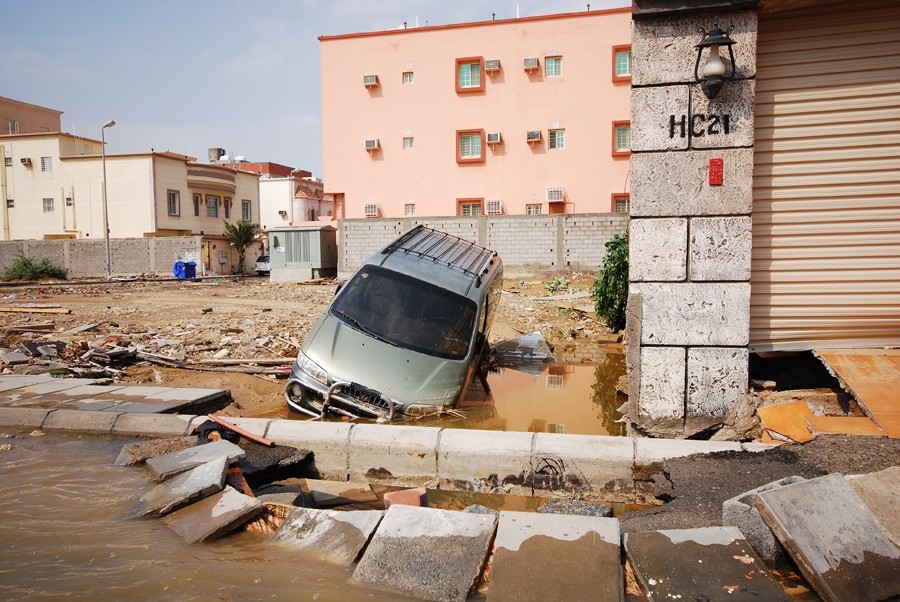
سيارة متضررة من فيضانات جدة 2011

ينتمي أكثر المعارضين السعوديين في الخارج إلى التيار الحركي بعد أن ضعفت شوكة التيار المتشدد نتيجة اليقظة الأمنية، ويشكك السعوديون في مصداقية وولاءات هذا التيار. وشهد العام 1993 عودة المعارضة الإسلامية الشيعية السعودية من الخارج، بعد مبادرة قام بها الملك فهد بن عبد العزيز، وأصبح ولاؤها للوطن وقيادته، وصرح ولي العهد الأمير محمد بن سلمان في إحدى المناسبات بأن «شيعة السعودية يساهمون في نهضتها، ويتولون مناصب قيادية».

### احتجاجات الربيع العربي
منذ عام 2011، وقد تأثرت المملكة العربية السعودية من خلال احتجاجات الربيع العربي تلقاء نفسها. وردا على ذلك أعلن الملك عبد الله بتاريخ 22 فبراير 2011 سلسلة من فوائد للمواطنين والبالغة 36 بليون دولار، منها خصصت 10700000000 $ للسكن. تم الإعلان عن أي إصلاحات سياسية كجزء من الصفقة، على الرغم من بعض السجناء المتهمين بارتكاب جرائم مالية تم العفو عنهم. وفي 18 مارس من العام نفسه، أعلن الملك عبد الله حزمة من 93 مليار دولار والتي شملت 500,000 منازل جديدة لتكلفة 67 مليار دولار، بالإضافة إلى خلق وظائف 60,000 أمنية جديدة.
وقد استشهد عدم وجود الفكر النقدي في النظام التعليمي من قبل البعض على أنها السبب في حدوث عدد أقل من الاحتجاجات في المملكة.

## الحكومة الإقليمية
في فبراير 2005، أجريت أول انتخابات بلدية في المملكة العربية السعودية. لانتخاب نصف أعضاء المجالس البلدية في الرياض. لم يتجاوز عدد الناخبين المسجلين 18% من الذين يحق لهم التصويت، وهو ما يمثل 2% فقط من سكان المدينة. كانت هناك أدلة على قدر كبير من الاهتمام في المجتمع الشيعي في المنطقة الشرقية. وأصبح مسموحا للنساء بالتصويت بداية في عام 2012، كما أعلن الملك عبد الله في كلمته الافتتاحية لهذا المصطلح الجديد لمجلس الشورى.
في عام 2005، كان أغلب المرشحين من رجال الأعمال المحليين والناشطين والمهنيين. على الرغم من أن الأحزاب السياسية لم يسمح لها بالترشح، كان من الممكن فرز توجه المرشحين السياسي إلى ثلاثة اتجاهات: إسلامي وليبرالي وقبلي. فاز المرشحون الإسلاميون المدعومون من الشخصيات العامة والمؤسسات الدينية بمعظم المقاعد في مدن سعودية رئيسية مثل الرياض وجدة والمدينة المنورة وتبوك والطائف. كان هناك القليل من الدعم للمرشحين الليبراليين. في عام 2007، لاحظ المعلق السعودي أن المجالس البلدية تبرهن على عجزها. ومع ذلك، تمثل الانتخابات خطوة مهمة في تحديث النظام.
على الرغم من أن المشاركة في الانتخابات البلدية كانت تقتصر على الذكور، أعلن الملك عبد الله في 29 سبتمبر 2011 أن المرأة سوف تكون قادرة على التصويت والترشح في الانتخابات البلدية المقبلة عام 2015.

## الإصلاح السياسي
في مارس 1992، أصدر الملك فهد عدة مراسيم تحدد القوانين الأساسية للحكومة وتقنين الخلافة الملكية لأول مرة. تضمنت إصلاحات الملك إنشاء مجلس الشورى، بأعضاء معينين بصلاحيات استشارية لاستعراض وتقديم المشورة بشأن المسائل ذات المصلحة العامة. وعرضت أيضا إطارا للمجالس على مستوى المقاطعات أو الإمارة. في سبتمبر 1993، أصدر الملك مراسيم إضافية، حددت عضوية مجلسي الشورى والوزراء بـ4 سنوات وكذلك اختصاصات كل من المجلسين. كما تم الإعلان عن أعضاء مجالس المناطق الـ13. تم توسيع عضوية مجلس الشورى 60 إلى 90 أعضاء في يوليو 1997، إلى 120 في مايو 2001، وإلى 150 عضوا في عام 2005. جرت انتخابات المجالس البلدية في السعودية في عام 2005 ورأى بعض الصحفيين هذا كخطوة مبدئية أولى نحو إدخال العمليات الديمقراطية في المملكة، بما في ذلك إضفاء الصفة القانونية على الأحزاب السياسية. كان محللون اخرون للمشهد السياسي السعودي أكثر تشككا. مرشحين الإسلاميين، وغالبا رجال الأعمال، وحسن الفعل، ولكن في الممارسة كانت القوة الحقيقية قليلة. وفي عام 2009، وعد باجراء انتخابات وآمالا جديدة لمنح النساء حق التصويت فيها وتم تأجيل الأمر لسنتين على الأقل. يوم 15 فبراير 2009، في تعديل وزاري للملك عبد الله أعفى الشيخ إبراهيم بن عبد الله الغيث من منصبه كرئيس للجنة الأمر بالمعروف والنهي عن المنكر. كما أعفى أيضا الشيخ صالح اللحيدان من رئاسة مجلس القضاء الأعلى، وعين أول وزيرة للإناث.
أصدر الملك سلمان بن عبد العزيز عدة قرارات في 30 رجب 1437 هـ الموافق 7 مايو 2016 عملت على إعادة هيكلة عدد من الوزارات والهيئات في السعودية.